# Aspades hutchinsonella
Aspades hutchinsonella is een vlinder uit de familie tastermotten (Gelechiidae). De wetenschappelijke naam van deze soort is voor het eerst geldig gepubliceerd in 1891 door Walsingham.
De soort komt voor in tropisch Afrika.